# 特拉斯米拉斯
特拉斯米拉斯，是西班牙加利西亚自治区奥伦塞省的一个市镇。总面积57平方公里，总人口1829人（2001年），人口密度32人/平方公里。